# Aurora Gómez Urrutia
Aurora Gómez Urrutia (Obanos, Alta Navarra, 10 de febrero de 1914-Pamplona, 2 de julio de 1975) fue una mujer activista de izquierdas. 

## Biografía
Nació en Óbanos en una familia de izquierdas. Su padre Deogracias Gómez Izarra fue un maestro y militante de la Izquierda Republicana. Él y sus hermanos participaron activamente en las agrupaciones juveniles socialistas y comunistas de Navarra en aquella época. Aurora estaba afiliada a la juventud de Izquierda Republicana de Navarra.
Fue en este ambiente donde conoció al principal líder comunista de Navarra, Jesús Monzón. Se casaron en febrero de 1936, y la celebración fue la primera boda civil en Pamplona.Tras casarse, participó en la fundación de las Juventudes Socialistas Unidas de Navarra.
En julio de 1936 fue arrestada y canjeada por otra joven de familia rica. Al finalizar la guerra, se encontraban en Francia y su marido, Monzón, en contra del criterio de Aurora, decidió enviar a su hijo Sergio desde París a la URSS con las niñas y niños de la guerra. En el camino, se produjo un brote de escarlatina a bordo y el niño enfermó y murió.
Aurora y Jesús se separaron posteriormente y Aurora se exilió en México. Jesús Monzón formó pareja con Carmen de Pedro, y estuvieron un tiempo en Francia, organizando la resistencia contra Hitler, pero Jesús fue arrestado inesperadamente enBarcelona. 
Aurora encontró trabajo en México como ejecutiva de una multinacional petrolera y se casó con Juan Bayo. Sin embargo, poco después el matrimonio se rompió. Aurora y Jesús Monzón empezaron a cartearse y retomaron su relación.
El 29 de enero de 1959, Monzón salió de prisión después de 13 años. Aurora volvió a España y el 13 de marzo de 1959 se casaron por segunda vez, legalmente. Aurora pero no pudo encontrar trabajo en España y se trasladaron a México. Jesús encontró trabajo en el Banco Nacional de Promoción Cooperativa, una de las principales empresas comerciales de México.
A Aurora le diagnosticaron esclerosis múltiple y decidió regresar a España, primero a Baleares y luego a Pamplona. Falleció el 2 de julio de 1975.

## Reconocimientos
- En 2024, el Ayuntamiento de Pamplona decidió poner el nombre de 10 mujeres represaliadas por el franquismo a las calles y plazas de Txantrea Sur: Aurora Gómez Urrutia, Julia Bea Soto, Julia Fernández Zabaleta, Dora Serrano Serrano, Mª Luisa Elío Bernal; Josefina Guerendiain Caro, Nemesia Baztán Turrau, Ramona Zapatero Zapatel, Matilde Huici Navaz y Mª Carmen Húder Carlosena. [6] [7]